# Perles (Aisne)
Cet article concerne une ancienne commune du nord de la France. Pour la commune suisse homonyme, voir Perles (Berne).
Perles est une commune déléguée des Septvallons et une ancienne commune française, située dans le département de l'Aisne en région Hauts-de-France.
L'ancienne commune, à la suite d'une décision du conseil municipal et par arrêté préfectoral du 9 novembre 2015, est devenue une commune déléguée de la nouvelle commune, Les Septvallons, depuis le 1er janvier 2016.

## Géographie
Perles est située au sud-est du département de l'Aisne, à vol d'oiseau à 27,2 km au sud de la préfecture de Laon, et à 24,7 km à l'est de la sous-préfecture de Soissons. Elle se trouve à 3,7 km de Longueval-Barbonval, chef-lieu de la commune de Les Septvallons. 
Avant la création de la commune nouvelle des Septvallons, le 1er janvier 2016, Perles était limitrophe du département de la Marne et de quatre communes, Blanzy-lès-Fismes (1,9 km), Vauxcéré (2,2 km), Fismes (2,6 km) et Bazoches-sur-Vesles (3,4 km).
| Vauxcéré            |        | Blanzy-lès-Fismes |
|                     | Perles |                   |
| Bazoches-sur-Vesles |        | Fismes (Marne)    |

## Toponymie
Le nom de la localité est attesté sous les formes La Perles (1535) ; Perle (1691) ; paroisse Notre-Dame-de-Perle (1720).

## Politique et administration

### Administration municipale
Le nombre d'habitants de l'anciennes commune étant inférieur à 100, le nombre de membres du conseil municipal est de 7.

### Liste des maires
| Période                                  | Période       | Identité            | Étiquette | Qualité                                    |
| ---------------------------------------- | ------------- | ------------------- | --------- | ------------------------------------------ |
| Les données manquantes sont à compléter. |               |                     |           |                                            |
| mars 2001                                | décembre 2015 | Christophe Girardin | DVD       | Professeur Réélu pour le mandat 2014-2020, |

### Liste des maires délégués
| Période                                  | Période                       | Identité            | Étiquette | Qualité                                           |
| ---------------------------------------- | ----------------------------- | ------------------- | --------- | ------------------------------------------------- |
| janvier 2016                             | mai 2020                      | Christophe Girardin | DVD       | Professeur                                        |
| mai 2020                                 | En cours (au 18 juillet 2020) | Serge Saling        |           | Chauffeur Maire-adjoint des Septvallons (2020 → ) |
| Les données manquantes sont à compléter. |                               |                     |           |                                                   |

## Démographie
L'évolution du nombre d'habitants est connue à travers les recensements de la population effectués dans la commune depuis 1793. Pour les communes de moins de 10 000 habitants, une enquête de recensement portant sur toute la population est réalisée tous les cinq ans, les populations de référence des années intermédiaires étant quant à elles estimées par interpolation ou extrapolation. Pour la commune, le premier recensement exhaustif entrant dans le cadre du nouveau dispositif a été réalisé en 2005.

En 2022, la commune comptait 97 habitants, en évolution de +22,78 % par rapport à 2016 (Aisne : −1,97 %, France hors Mayotte : +2,11 %).
| 1793 | 1800 | 1806 | 1821 | 1831 | 1836 | 1841 | 1846 | 1851 |
| ---- | ---- | ---- | ---- | ---- | ---- | ---- | ---- | ---- |
| 63   | 72   | 73   | 87   | 79   | 80   | 85   | 68   | 74   |

| 1856 | 1861 | 1866 | 1872 | 1876 | 1881 | 1886 | 1891 | 1896 |
| ---- | ---- | ---- | ---- | ---- | ---- | ---- | ---- | ---- |
| 78   | 81   | 75   | 77   | 84   | 79   | 97   | 56   | 74   |

| 1901 | 1906 | 1911 | 1921 | 1926 | 1931 | 1936 | 1946 | 1954 |
| ---- | ---- | ---- | ---- | ---- | ---- | ---- | ---- | ---- |
| 81   | 92   | 88   | 79   | 97   | 115  | 127  | 105  | 111  |

| 1962 | 1968 | 1975 | 1982 | 1990 | 1999 | 2005 | 2006 | 2010 |
| ---- | ---- | ---- | ---- | ---- | ---- | ---- | ---- | ---- |
| 102  | 65   | 61   | 57   | 56   | 66   | 78   | 80   | 80   |

| 2015 | 2020 | 2022 | - | - | - | - | - | - |
| ---- | ---- | ---- | - | - | - | - | - | - |
| 79   | 96   | 97   | - | - | - | - | - | - |

## Lieux et monuments

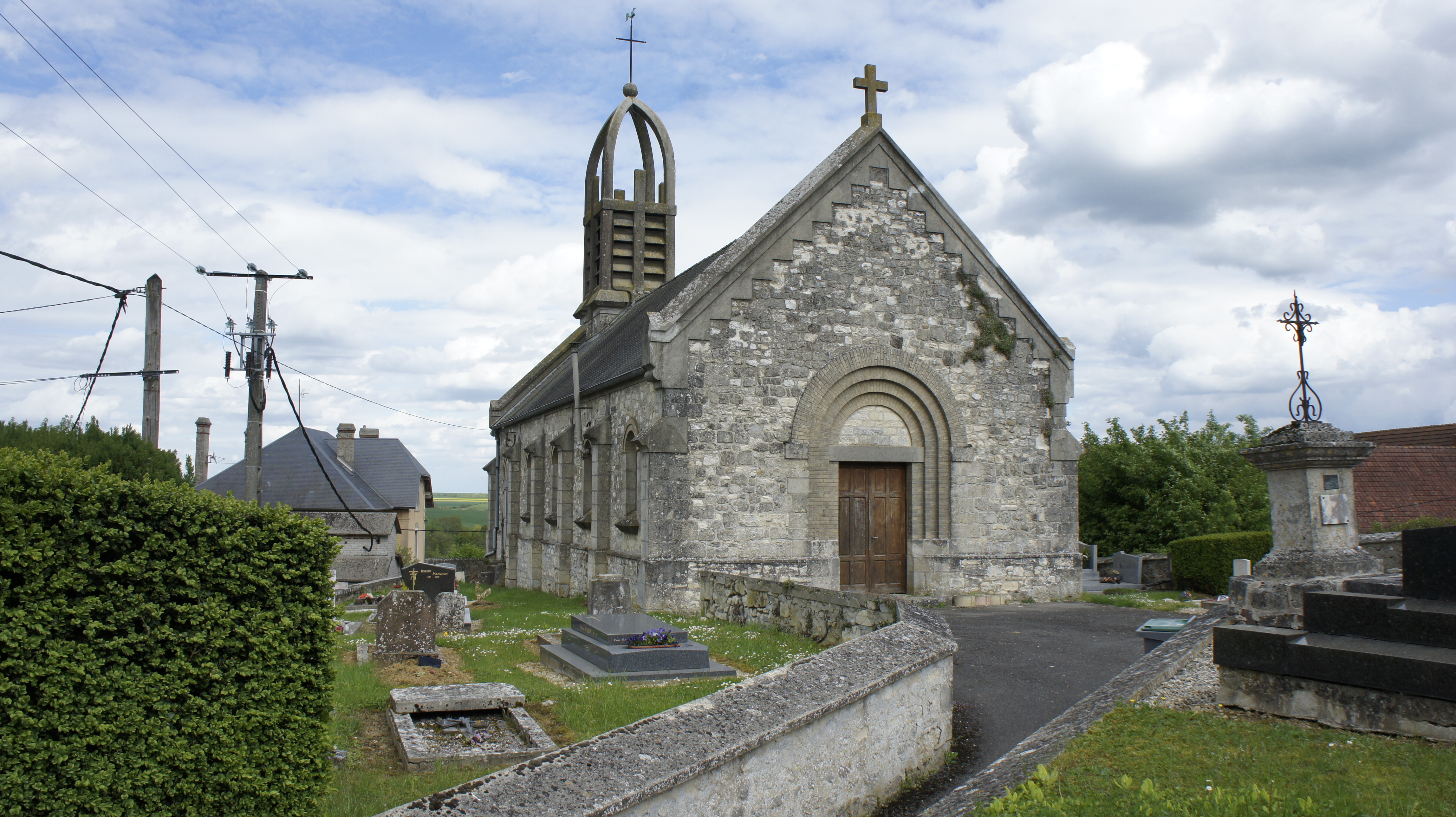
Église Notre-Dame.

- Église Sainte-Marie-et-de-l'Assomption de Perles, église romane.
- Il n'y a pas de monument aux morts, mais une plaque commémorative dans la mairie devenu mairie-déléguée.
- Village fleuri : deux fleurs attribuées en 2007 par le Conseil des Villes et Villages Fleuris de France au Concours des villes et villages fleuris[14].